# Haus Breitig
Haus Breitig, früher auch Groß-Breitig oder Russen-Breitig, ist ein denkmalgeschütztes Winzerhaus im Stadtteil Oberlößnitz der sächsischen Stadt Radebeul, in der Maxim-Gorki-Straße 22 an der Ecke zur Fritz-Schulze-Straße. Es ist als eines der ältesten erhaltenen Weinbergshäuser bäuerlichen Charakters in Radebeul ein Zeugnis „für den jahrhundertelangen Weinbau in der Lößnitz“ und das einzig dort erhaltene reine Fachwerkhaus. Es ist benannt nach der Familie Breitig, die es von 1897 bis 1952 besaß.

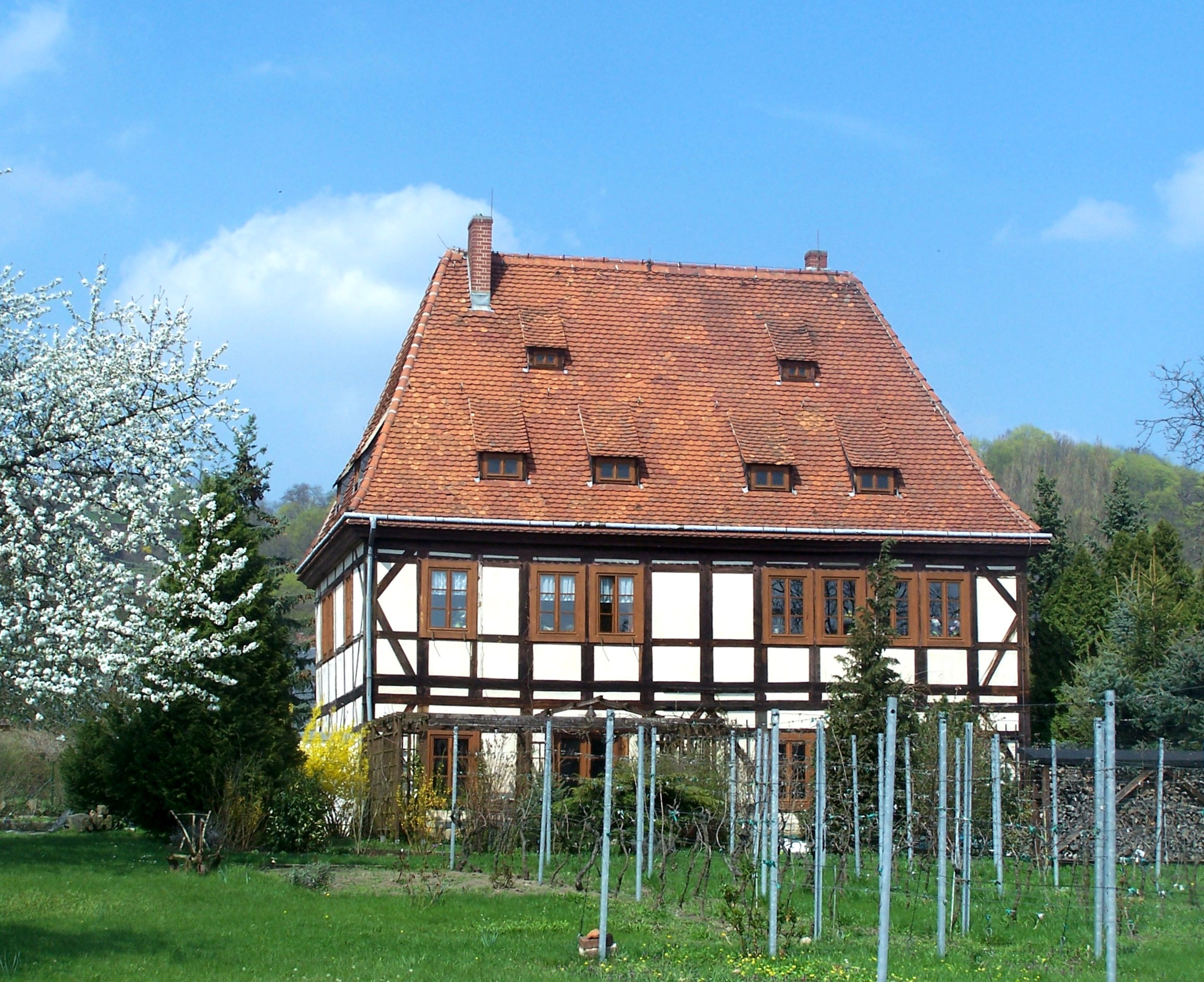
Haus Breitig

## Beschreibung

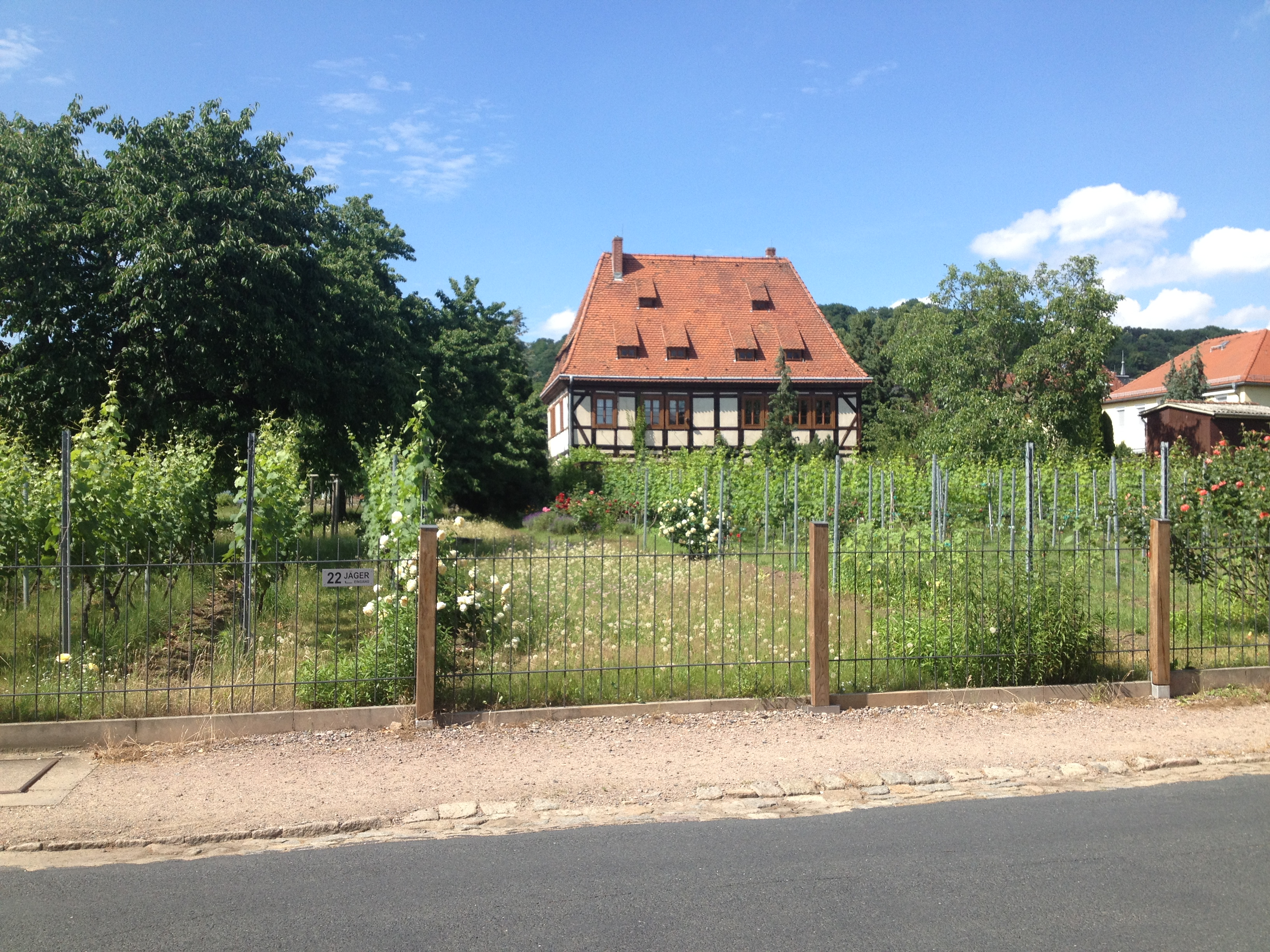
Vor Haus Breitig liegt ein Weingarten

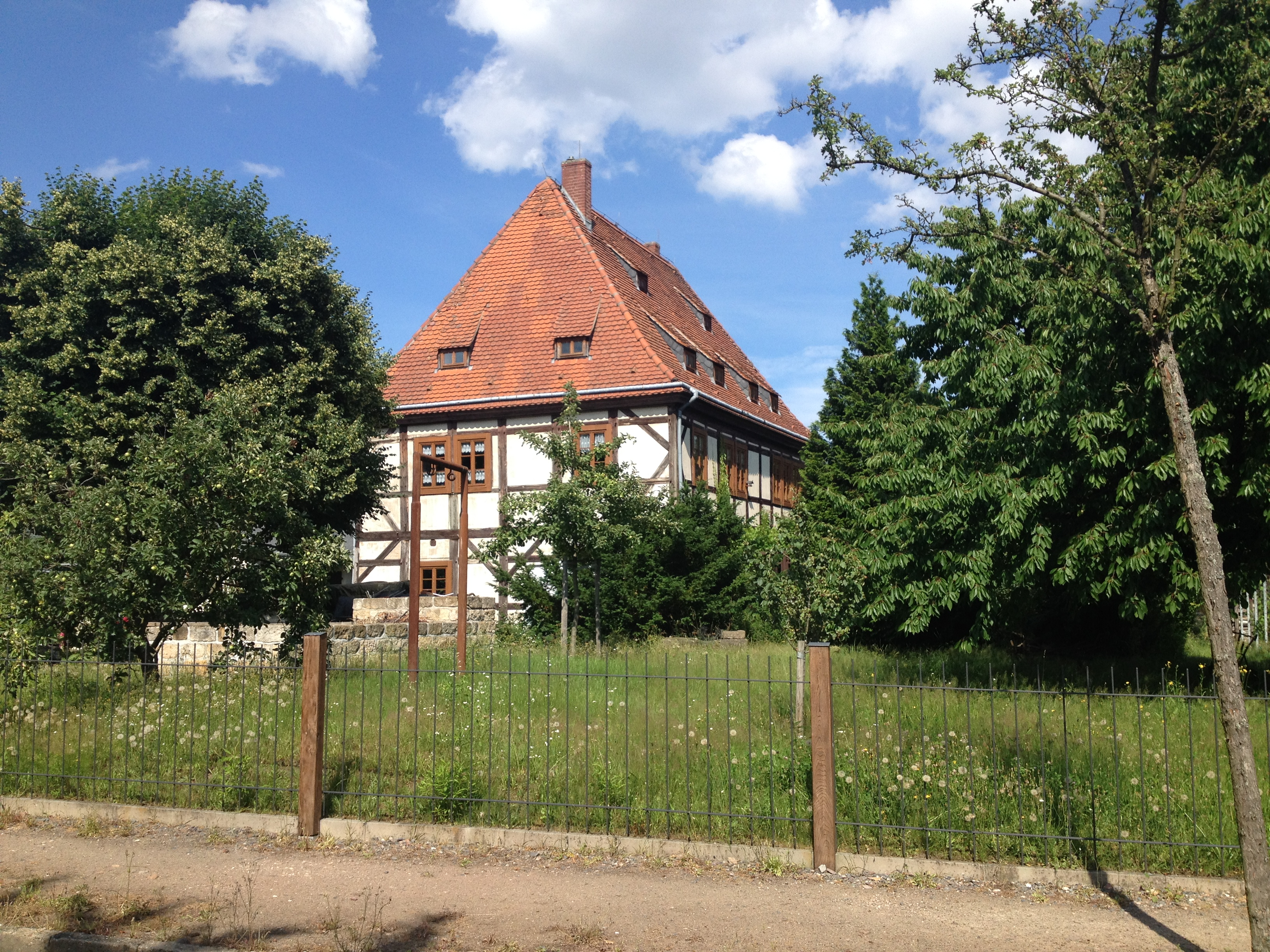
Haus Breitig

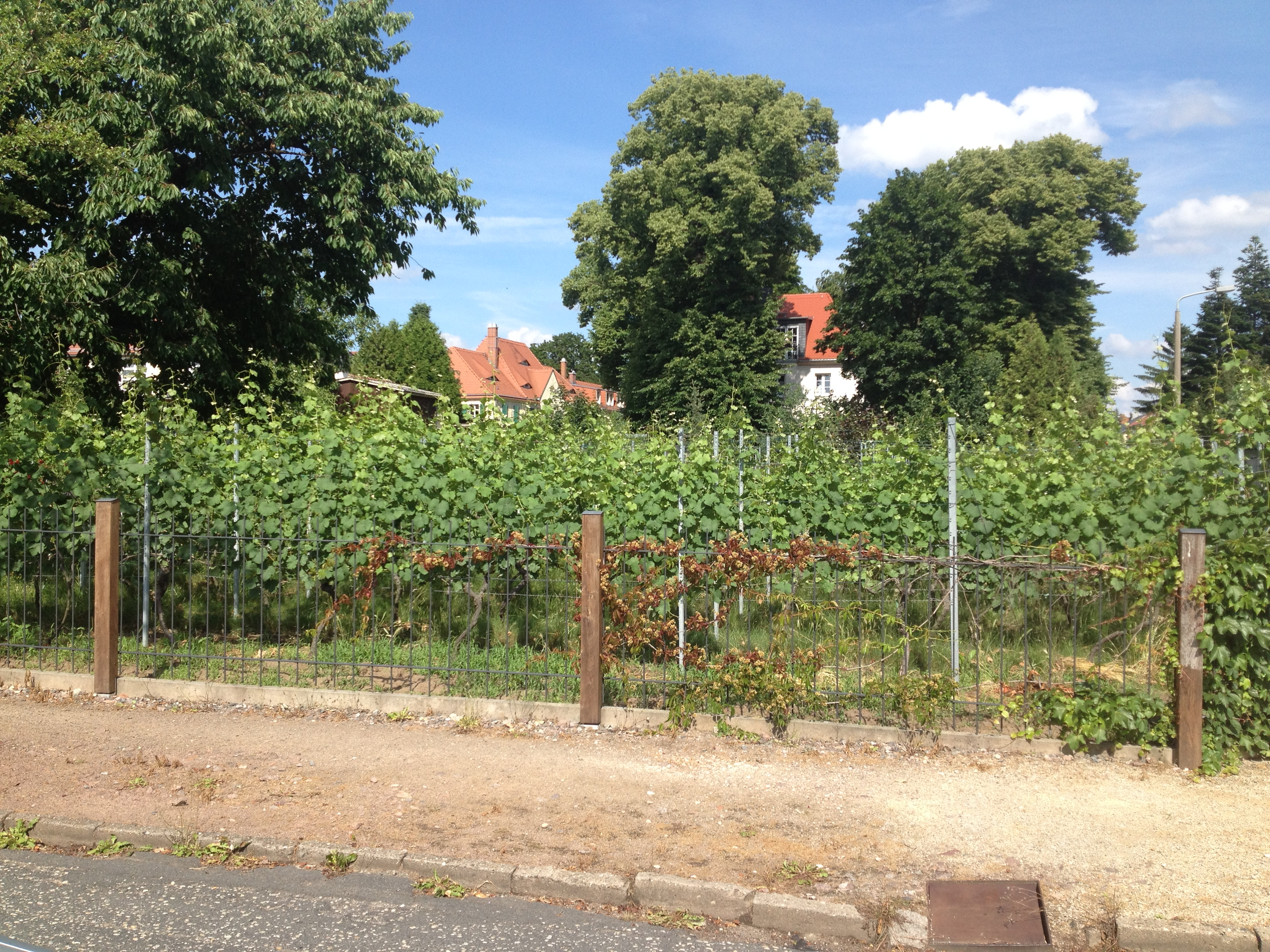
Haus Breitigs Weingarten; in der Ferne der ehem. Gasthof „Zum Russen“

Das zweigeschossige Winzerhaus von 9 mal 14 Metern Grundfläche weist als heute einziges Gebäude in Radebeul auch im Erdgeschoss Fachwerk auf. Lediglich die ehemals eichene Grundschwelle wurde durch eine doppelte Sandsteinlage ersetzt. Das ursprünglich als Laubenganghaus errichtete Gebäude weist ein konstruktiv einfaches Fachwerk auf, mit Kopf- und Fußstreben in den Ecken des Obergeschosses. Die Gefache sind mit Ziegeln ausgeflochten und verputzt.
Das steile, hohe Walmdach heute mit Schleppgauben ist ein 6,70 Meter hohes, doppeltes Kehlbalken-Walmdach mit Stehendem Stuhl. Die Schleppgauben waren bis 1983 noch Fledermausgauben, in der unteren Reihe zwei und darüber mittig eine.
Das Erdgeschoss mit Pressraum und zwei Kammern war einst die Winzerwohnung. Das ehemals nur über den außenliegenden Laubengang zu erreichende Obergeschoss, die Sommerwohnung des Weingutsbesitzers, enthält neben mehreren Räumen auch einen Saal mit profilierter, jedoch unbemalter Holzbalkendecke. Das Fachwerk war weiß gekalkt und darüber erdfarbig nachgemalt, abgesetzt durch einen roten Strich, was eine in der Renaissance typische Gestaltung war.
Haus Breitig gilt als charakteristisches Beispiel für die schlichten Winzerhäuser der Lößnitz mit hohem Walmdach.
Die große Fläche des Weingartens, die auch heute noch zum Weinanbau genutzt wird, steht als denkmalpflegerische Nebenanlage ebenfalls unter Denkmalschutz.
In der Denkmalbeschreibung des nicht weit entfernt westlich liegenden Lindenhofs (Maxim-Gorki-Straße 18) wird im Zusammenhang mit dessen Vorgarten hervorgehoben:

„Der Vorgarten des Anwesens führt im Kontext mit den Freiflächen vor den Gebäuden Maxim-Gorki-Straße 16, 22 und Hauptstraße 47 zu einer stadtentwicklungsgeschichtlichen Unverwechselbarkeit und ist somit städtebaulich bedeutend. Ursprünglich dienten diese Freiflächen dem Weinanbau[,] bevor sie sich nach der Reblauskatastrophe zu reinen Vorgärten entwickelten, die Fläche vor Haus Breitig, Maxim-Gorki-Straße 22 wurde mittlerweile wieder aufgerebt. Abgesehen davon sind die alten charakteristischen Winzerhäuser, wie Lindenhof, Haus Breitig und der Russe geblieben. Diese Konstellation, zumal in größerem Abstand zu den Hängen, bildet eine Besonderheit auf dem Stadtgebiet von Radebeul.“

## Geschichte

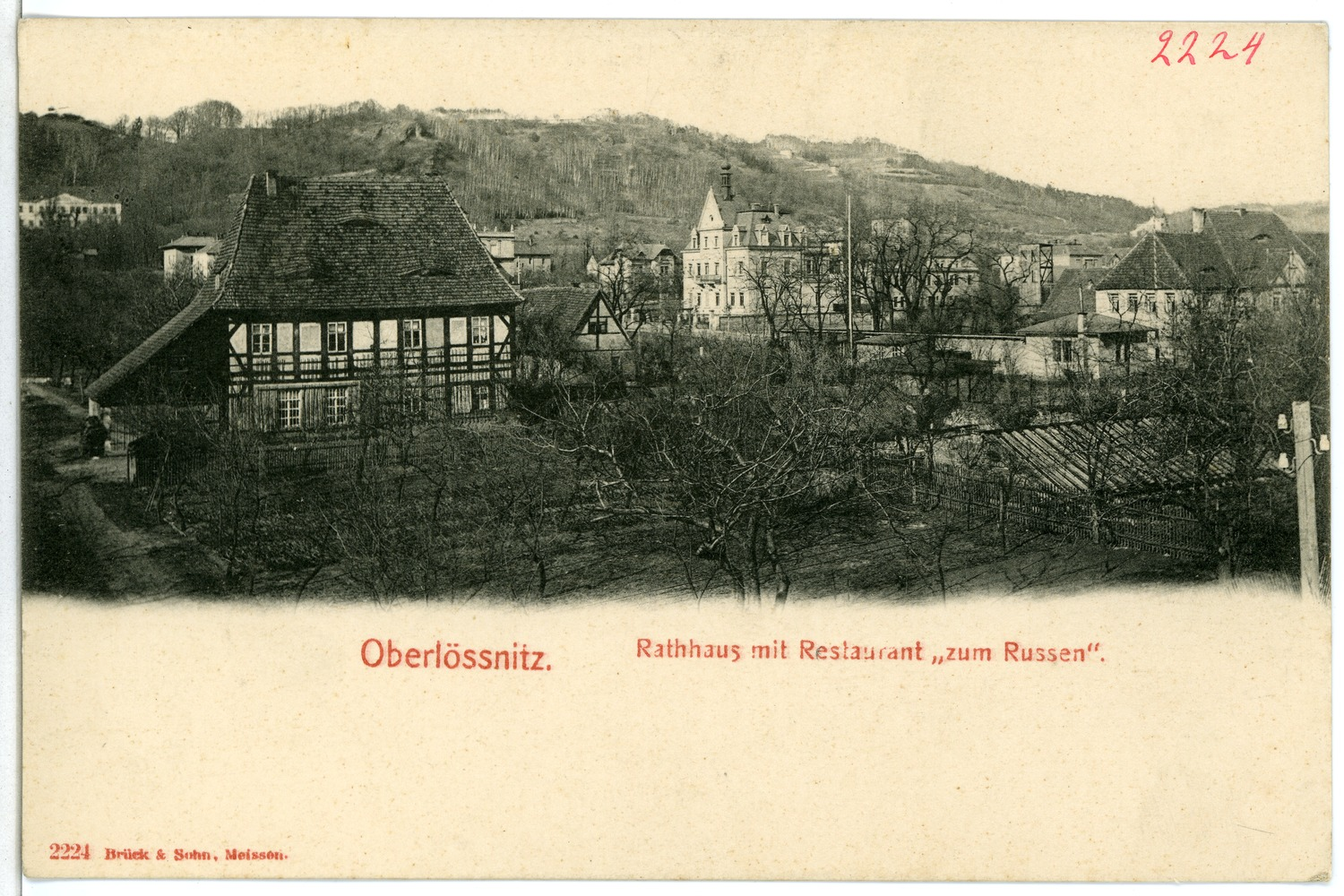
Villa Wach (links hinten), Haus Breitig, Rathaus Oberlößnitz und Gasthof „Zum Russen“ (rechts), 1901

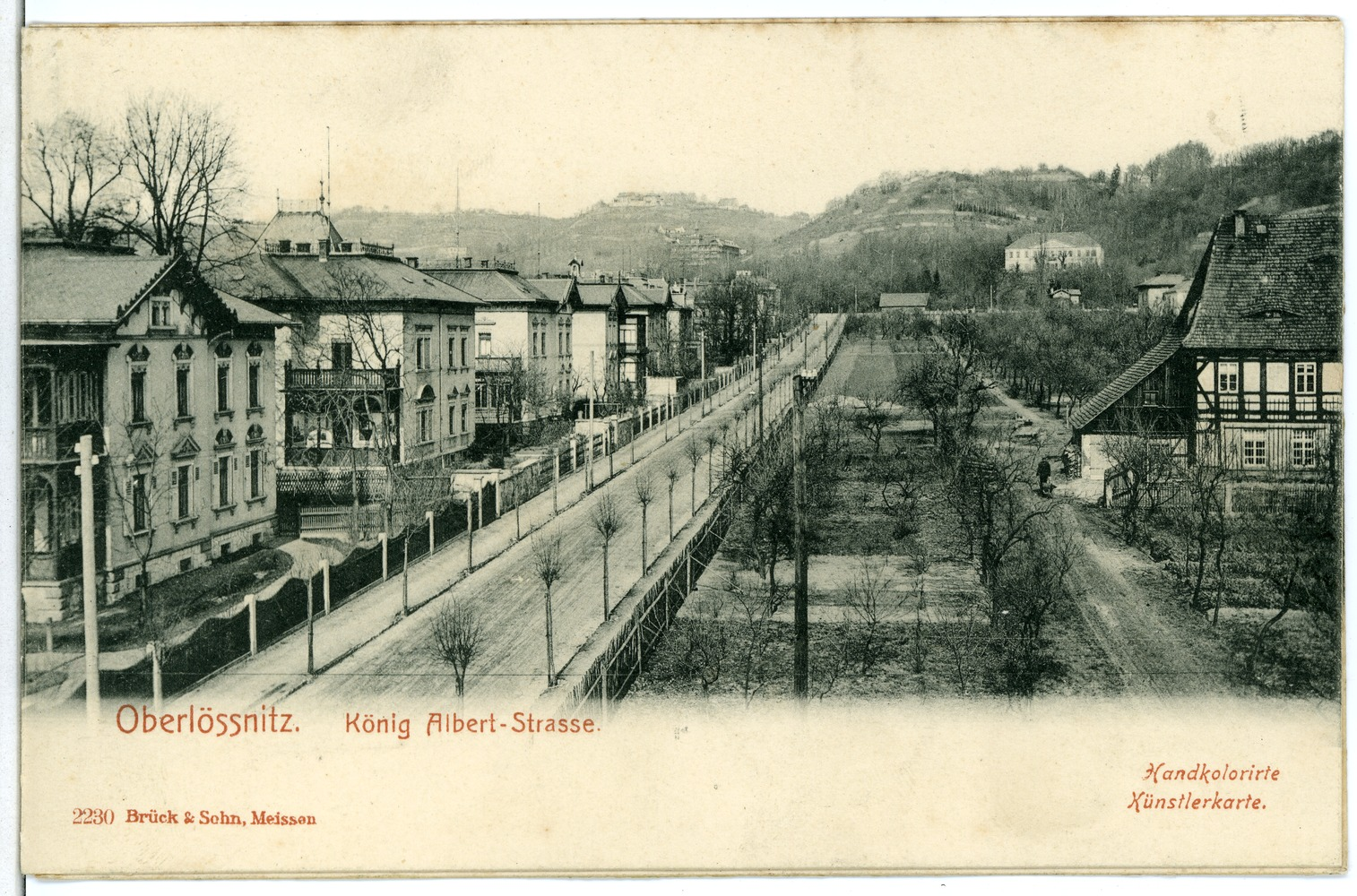
Gegenüber von Haus Breitig war 1901 an der damaligen König-Albert-Straße eine Villenzeile entstanden. Rechts vor dem Berghang die Villa Wach, mittig Schloss Lössnitz

Das Haus wurde ab etwa Mitte des 17. Jahrhunderts geschossweise erbaut, das spätere Obergeschoss war zunächst nur von außen über einen Laubengang zu erreichen. Im Erdgeschoss waren der Pressraum und zwei Kammern, die als Winzerwohnung dienten. 1735 wurde das Renaissancegebäude mit barocken Elementen überformt.
Balthasar Zimmermann gibt 1627 auf einer seiner Karten aus der Ersten Kursächsischen Landesaufnahme als Grundstücksbesitzer den kurfürstlichen Schösser Johann Täucher an. Auf einer Karte von Hans August Nienborg aus dem Jahr 1714/15 ist das Winzerhaus mit eingezeichnet, Besitzerin war Frau Sekr. Wernerin. Das Haus selbst wird beschrieben mit „ein Ziegeldach, schwarze Balken, weiße Felder“. 1786 übernahmen die Erben das Anwesen des verstorbenen Johann Gottfried Allich als gemeinschaftliches Lehen und verkauften es 1791 an Johann Gottlieb Findeisen mit Winzerhaus, Weinpresse, Schuppen und Ställen. Findeisen betrieb neben Viehwirtschaft und Feldbau auch Weinbau, der Weingarten hatte eine Größe von 37 5/8 Pfahlhaufen (etwa 0,85 Hektar). Ein weiterer Kaufvertrag von 1805 nennt zwei Geschosse sowie Weinland und ein Auszugshaus, das später grundstücksmäßig als Nr. 21 abgetrennt wurde.
Die Stadt Radebeul war von 1972 bis 1983 Eigentümer des Gebäudes; in dieser Zeit verfiel das Haus bis zur Abrissreife. Der folgende Eigentümer, selbst Bauingenieur und später Professor für Tragwerksplanung, rettete Haus Breitig, indem er 1983 noch zu DDR-Zeiten anfing, das Gebäude mit Hilfe des Radebeuler Aktivs für Denkmalpflege denkmalgerecht zu sanieren. Dabei wurde auch ein westlicher Anbau beseitigt, der im Volksmund den Namen „Arschleder“ trug. 1984 erfolgte das Richtfest für das gewaltige, in dieser Größe heute für die Lößnitz eine Besonderheit darstellende, Dach. Die gesamte Außeninstandsetzung wurde bis zum Jahr 1989 abgeschlossen.